# Hexastylis virginica
Hexastylis virginica е вид многогодишно растение от семейство Копитникови (Aristolochiaceae). Видът е незастрашен от изчезване.

## Разпространение
Разпространено е в САЩ от Мериленд и Вирджиния на север, и на юг до Северна Каролина и Тенеси. Растението се среща в широколистни и смесени гори. Цъфти в началото на пролетта от април до юни.